# Afgańczyk
Afgańczyk (ang.The Afghan) – powieść sensacyjna brytyjskiego pisarza Fredericka Forsytha z roku 2006. 
Fabuła dotyczy wspólnej akcji MI6, CIA oraz ISI przeciwko Al-Kaidzie. Główny bohater Mike Martin pojawił już się wcześniej w powieści Pięść Boga.